# Víctor Sánchez Mata
Víctor Sánchez Mata (Terrassa, 8 september 1987) is een Spaans voetballer die doorgaans als verdedigende middenvelder speelt. Hij tekende in januari 2012 bij RCD Espanyol. Dat lijfde hem transfervrij in nadat Neuchâtel Xamax haar licentie verloor.

## Carrière
Sánchez kwam in 2005 van CE Europa naar de cantera (jeugdopleiding) van FC Barcelona.
In het seizoen 2005/2006 won Sánchez met het Juvenil A-team, het hoogste jeugdelftal van FC Barcelona, de División de Honor en de Copa del Rey Juvenil. Het volgende seizoen speelde hij voor FC Barcelona C. Na de opheffing van dit elftal in 2007 werd de middenvelder door trainer Josep Guardiola overgeheveld naar FC Barcelona B. Op 1 december 2007 behoorde Sánchez tot de wedstrijdselectie van FC Barcelona voor de competitiewedstrijd tegen RCD Espanyol, maar hij kwam niet tot spelen. Op 2 januari 2008 maakte Sánchez uiteindelijk zijn debuut in de bekerwedstrijd tegen CD Alcoyano. Op 16 maart 2008 speelde hij zijn eerste wedstrijd in de Primera División als invaller voor Eiður Guðjohnsen tegen UD Almería. Met Barça B werd hij in 2008 kampioen van de Tercera División Grupo 5. Met FC Barcelona won hij in 2009 de Spaanse landstitel, de UEFA Champions League en de Copa del Rey.
Sánchez speelde tijdens het seizoen 2009/2010 op huurbasis voor CD Xerez. In het daaropvolgende seizoen werd hij verhuurd aan Getafe CF. In 2011 verliet Sánchez Barcelona en tekende hij een contract bij het Zwitserse Neuchâtel Xamax. Nadat Xamax haar licentie verloor, tekende hij in januari 2012 bij RCD Espanyol. Daar kreeg hij gedurende het seizoen 2014/15 vijftien gele kaarten, meer dan elke andere speler.

## Erelijst
| UEFA Champions League     | 1x | 2008/09 |
| Kampioen Primera División | 1x | 2008/09 |
| Copa del Rey              | 1x | 2008/09 |

1 García ·
3 Gómez  ·
4 Kumbulla ·
5 Calero ·
6 Cabrera ·
7 Puado ·
8 Expósito ·
9 Véliz ·
10 Lozano ·
11 Milla ·
12 Tejero ·
13 Pacheco ·
14 Oliván ·
15 Gragera ·
16 Cheddira ·
17 Carreras ·
18 Aguado ·
19 Sánchez ·
20 Král ·
22 Romero ·
23 El Hilali ·
24 Cardona ·
31 Roca ·
33 Fortuño ·
37 Ünüvar ·
Coach: González